# Élections constituantes de 1946 dans l'Ain
Les élections constituantes françaises de 1946 se déroulent le 2 juin.

## Mode de scrutin
Les députés sont élus selon le système de représentation proportionnelle suivant la règle de la plus forte moyenne dans le département, sans panachage ni vote préférentiel. Il y a 586 sièges à pourvoir.
Dans le département de l'Ain, quatre députés sont à élire.

## Élus
| Identité             | Parti | Parti |
| -------------------- | ----- | ----- |
| Pierre Dominjon      |       | MRP   |
| Michel Tony-Révillon |       | RAD   |
| Joseph Chatagner     |       | SFIO  |
| Henri Bourbon        |       | PCF   |

## Résultats
| Parti    | Parti    | Tête de liste        | Résultats | Résultats | Sièges |
| Parti    | Parti    | Tête de liste        | Voix      | %         | Sièges |
| -------- | -------- | -------------------- | --------- | --------- | ------ |
|          | PCF      | Henri Bourbon        | 42 911    | 29,00     | 1      |
|          | MRP      | Pierre Dominjon      | 40 066    | 27,08     | 1      |
|          | RAD      | Michel Tony-Révillon | 27 179    | 18,37     | 1      |
|          | SFIO     | Joseph Chatagner     | 24 307    | 16,43     | 1      |
|          | PRL      | Paul Estèbe          | 13 493    | 9,12      | 0      |
|          |          |                      |           |           |        |
| Inscrits | Inscrits | Inscrits             | 191 484   | 100,00    |        |
| Votants  | Votants  | Votants              | 149 641   | 78,15     |        |
| Exprimés | Exprimés | Exprimés             | 147 956   | 98,87     |        |